# Международный кинофестиваль и Форум по правам человека
Международный кинофестиваль и Форум по правам человека (англ. International Film Festival and Forum on Human Rights) — одно из важнейших международных мероприятий, посвященных кино и правам человека, расположенное в Женеве, «международной столицы прав человека». Вдохновением и стимулом к организации Международного кинофестиваля и Форума по правам человека выступили правозащитники, работающие в НПО, создатели фильмов, представители средств массовой информации и Женевского университета. МКФПЧ совпадает с основной сессией Совета ООН по правам человека. Проведение в то же время делает фестиваль бесплатной площадкой для дискуссий и дебатов по широкому кругу тем, касающихся прав человека. Он был создан Лео Канеманом и соучредителями Яэлем Рейнхарцом Хазаном, Пьером Хазаном и Изабель Гаттикер в ноябре 2002 года. Первый фестиваль прошел в марте 2003 года.
В своей концепции «Фильм, тема, дискуссия» фестиваль стремится подчеркнуть нарушения прав человека с помощью фильмов и дебатов в присутствии режиссёров, правозащитников, политиков и признанных специалистов. Его программа предназначена для повышения осведомленности общественности и воодушевления людей укреплять свою приверженность универсальным ценностям. В 2014 году просмотры и дебаты фестиваля посетили более 25 000 посетителей.